# Boris Tchitcherine
Pour les articles homonymes, voir Tchitcherine.
Boris Nikolaïevitch Tchitcherine (en russe : Бори́с Никола́евич Чиче́рин ; 26 mai 1828 – 3 février 1904) est un juriste et philosophe politique russe qui élabora une théorie selon laquelle la Russie avait besoin d'un État fort et autoritaire pour persévérer dans les réformes libérales. À l'époque de la révolution russe, Tchitcherine était probablement le philosophe du droit et historien le plus réputé en Russie.

## Biographie
Tchitcherine est né à Tambov, où ses nobles ancêtres avaient résidé depuis des siècles. En 1849, il fut diplômé de la faculté de droit de l'université de Moscou. Sur l'insistance du docteur Timofeï Granovski, il continua à travailler à l'université comme professeur de droit russe. Avec son ami Constantin Kaveline, il écrivit un programme complet de libéralisme russe qui fut publié par Alexandre Herzen à Londres.
Tchitcherine était un grand champion des réformes d'Alexandre II des années 1860, les saluant comme « le meilleur monument de la législation russe ». Il publia L'administration régionale de la Russie au XVIIe siècle en 1856, suivie du traité De la représentation du peuple 10 ans plus tard. Les œuvres de maturité de Tchitcherine, imprégnées qu'elles étaient de la pensée de Hegel, prônaient la monarchie constitutionnelle comme la forme idéale de gouvernement pour la Russie.
En 1868, Tchitcherine démissionna de son poste à l'université en protestation contre les répressions gouvernementales et s'installa dans son domaine proche de Tambov. C'est là qu'il écrivit plusieurs volumes de son épaisse Histoire des théories politiques. Son magnifique style littéraire fut acclamé par des maîtres tels que Ivan Tourgueniev and Léon Tolstoï.
Plus tard, Tchitcherine retourna à Moscou, où il fut élu maire de la ville en 1882. À cette période, il soutenait les sévères mesures d'Alexandre en Pologne et la lutte du tsar contre les révolutionnaires radicaux. Son discours au couronnement d'Alexandre III au Kremlin fut interprété comme trop libéral, cependant, et il fut obligé de démissionner. Il passa ses dernières années à écrire 4 volumes de mémoires et des livres sur la chimie, la zoologie, et la géométrie.
Ses mémoires ont été réimprimés par Oriental Research Partners (Newtonville, MA) en 1974 avec une nouvelle introduction sur la vie de Tchitcherine par le Prof. D. Hammer, de l'université d'Indiana.
Son neveu, Gueorgui Tchitcherine, fut commissaire du peuple aux affaires étrangères de l'URSS de 1918 à 1930. Un autre neveu, Tikhon Tchitcherine, était entomologiste.